# Champs-sur-Marne
Champs-sur-Marne je město ve východní části metropolitní oblasti Paříže ve Francii v departmentu Seine-et-Marne a regionu Île-de-France. Od centra Paříže je vzdálené 18,2 km.

## Geografie
Sousední obce: Gournay-sur-Marne, Chelles, Noisiel, Noisy-le-Grand, Émerainville a Lognes.
Části obce: Centrum, Bois-de-Grâce, Bords de Marne, Pablo Picasso, Le Nesles, Le Luzard a Cité Descartes.

## Památky
- zámek Champs-sur-Marne, klasicistní stavba z přelomu 17. a 18. století; býval sídlem Madame de Pompadour

## Vývoj počtu obyvatel
Počet obyvatel

## Osobnosti města
- Armand Lanoux (1913–1983), spisovatel

## Doprava
Město je dosažitelné linkou RER A, v blízkosti prochází dálnice A4.

## Instituce
- Laboratoire de recherche des monuments historiques, státní instituce založená v roce 1970; sídlí na zámku Champs-sur-Marne
- Centre scientifique et technique du bâtiment, v obci sídlí jedna z pěti poboček

## Partnerská města
- Bradley Stoke, Spojené království
- Quart de Poblet, Španělsko